# Іванова Лариса Володимирівна
Лариса Володимирівна Іванова (нар. 23 грудня 1926, Безбородькове) — українська художниця; член Спілки радянських художників України з 1956 року.

## Біографії
Народилася 23 грудня 1926 року в селі Безбородьковому (нині Дніпровський район Дніпропетровської області, Україна). Упродовж 1945—1950 років навчалася у Дніпропетровському художньому училищі, яке закінчила з відзнакою. Дипломна робота — «Леся Українка». У 1951—1956 роках продовжила навчання у Київському художньому інституті у Василя Касіяна. Дипломна робота — ілюстрації і оформлення повісті «У неділю рано зілля копала» Ольги Кобилянської ((ліногравюра, акварель, гуаш; частина у Чернівецькому літературно-меморіальному музеї Ольги Кобилянської; керівник Іларіон Плещинський).
Оформляла книги для київських видавництв «Молодь», «Веселка», «Радянська школа», «Мистецтво», львівського — «Каменяр». Жила в Києві, в будинку на вулиці Академіка Філатова, № 10а, квартира № 20 та в будинку на провулку Бастіонному, № 9, квартира № 81.

## Творчість
Працювала в галузі книжкової і станкової графіки. Серед робіт:
рисунки
- «Молодий гуцул» (1955);
- «Столітній дідо з Буковини» (1955);
- «Вуйко з саквами» (1962);
- «Оленка» (1970);
- «Старенький циган» (1978);
- «Занедбаний храм у Седневі» (1980);
- «Ганна Світлична» (1980);
- «Паланга. Сосни» (1987);

акварелі
- «Гуцулочка Гафійка» (1956);
- «Зима» (1957);
- «Сибірський пейзаж» (1957);
- «Портрет дівчини» (1957);
- «Весела Настуся» (1972);
- «Дівча з Карпат» (1972);
- триптих «Лесині весни» (1995);
- «Леся Українка» (1996);
- «Ольга Кобилянська» (1996);
- «Олена Пчілка» (1996);
- «Соломія Крушельницька» (1996);
- «Марія Башкирцева» (2003);
- «Софія Караффа-Корбут» (2005);
- «Олена Теліга» (2007);
- «Катерина Білокур» (2008);
- «Метелики (Олеся та Іринка)» (2008);

ліногравюри
- «Гуцулята» (1961);
- «Роман та Парася» (1968);
- «Посестри» (1971);
- «Одержима» (1980);

літографії
- «Леся і Мавка» (1978);
- «Княжна» (1989).

Ілюстрації
- до повістей «У неділю рано зілля копала» (1957), «Людина» та «Царівна» (обидві — 1978) Ольги Кобилянської;
- українських народних казок «Телесик» (1957) і «Кривенька качечка» (1968);
- «Леся» Миколи Олійника (1957, 1972);
- збірок «Лелія» (1958; 1985; 1991), «Літо краснеє минуло» (1982), «Мамо, іде вже зима» (1982) та «Плине білий човник» (1987) Лесі Українки;
- «Одержима» Миколи Олійника (1960);
- казки «Снігова королева» Ганса-Крістіана Андерсена (1961);
- оповідання «Морозенко» Панаса Мирного (1967);
- «Проліски» Наталії Забіли (1968);
- «А я у гай ходила» Павла Тичини (1972);
- «Добрий ранок!» Ганни Світличної (1972);
- «Вишенька» Людмили Савчук (1973);
- збірки «Веснянка» [[Франко Іван Якович[|Івана Франка]] (1975);
- «Як заговорили квіти» Дмитра Мусієнка (1975);
- «Неспокійні друзі» Лариси Письменної (1977);
- «Дивна хатка» Олени Пчілки (1982);
- «Яринчин віночок» Віктора Женченка (1984);
- «Брати місяці» Михайла Коцюбинського (1985);
- «Допоможіть Ангелику» Ольги Гаєцької (1995);
- «Квітучий міст» Ольги Гаєцької (1998);
- збірки «Сонячна пелюстка» (2002).

Бере участь у республіканських виставках з 1960 року, всесоюзних — з 1961 року, зарубіжних — з 1956 року (у Польщі у 1956 році, Великій Британії у 1962 році, Чехословаччині у 1966 році). Персональні виставки відбулися у Києві у 1996, 2009 роках. У 2012 році у Національному музеї літератури України було представлено виставку «Славні жінки України. Акварелі Лариси Іванової».
Окремі роботи зберігаються у Музеї видатних діячів української культури у Києві, Чернівецькому літературно-меморіальномуй музеї Ольги Кобилянської.